# Gilles Retière
Pour les articles homonymes, voir Retière.
Gilles Retière, né le 15 janvier 1947 à Nantes (Loire-Atlantique), est un homme politique français, maire de Rezé entre 1999 et 2014, président de Nantes Métropole de 2012 à 2014.

## Biographie

### Formation et carrière
Après des études secondaires au cours complémentaire Saint-Paul de Rezé et au lycée Saint-Joseph-du-Loquidy de Nantes, il poursuit ses études supérieures à la Faculté des sciences de Nantes.
Détenteur d’une maîtrise de sciences physiques, il est nommé professeur de physique-chimie au collège Salvador-Allende de Rezé en 1974. Gilles Retière ne bouleverse pas ses habitudes professionnelles pour rejoindre sa nouvelle affectation en 1991, puisqu’il est nommé professeur au lycée Jean-Perrin dans le quartier du château de Rezé.

### Adjoint de Jacques Floch à Rezé
Sa carrière politique est également essentiellement rezéenne. Adhérent du Parti socialiste (PS) depuis 1974, il est élu au conseil municipal de Rezé en 1977. Il devient aussitôt adjoint du maire socialiste Alexandre Plancher, chargé de la Culture. Lorsque Jacques Floch prend la succession de Plancher, mort en cours de mandat, en avril 1978, il maintient Gilles Retière dans ses fonctions.
À la suite des élections municipales de 1983, il obtient la délégation à l'Urbanisme, qu'il conserve deux mandats consécutifs. En 1995, il est désigné adjoint au Développement.

### Maire de Rezé
En 1999, Jacques Floch, maire de Rezé depuis 1978 et député de la 4e circonscription de la Loire-Atlantique, décide de quitter ses fonctions. Gilles Retière est choisi par la section socialiste pour lui succéder, après une primaire l'opposant aux adjoints Alain Guiné et Daniel Prin. Il est alors le cinquième maire de la ville depuis 1945.
Aux élections locales de mars 2001, il se présente à sa succession tout en briguant le canton de Bouaye, alors représenté par l'UDF Claude Gobin, anciennement détenu par Alexandre Plancher et Jacques Floch.
Pour les élections municipales, il constitue une liste PS-PCF-Verts, sans PRG ni MDC, comprenant cinq sympathisants socialistes, une sans étiquette et dix-sept nouveaux candidats baptisée « Pour un développement durable et solidaire ». Opposé à la liste de droite conduite par Philippe Seillier, il l'emporte avec 62,8 % des voix.
Les élections cantonales ne sont pas le même succès. À l'issue du premier tour, il se retrouve en ballottage très défavorable dans le canton avec 30,51 % des suffrages exprimés, contre 47,59 % pour Gobin. Le sortant s'impose dans difficulté avec 57,12 % une semaine plus tard. En 2004, une élection partielle causée par la démission de Gobin verra la victoire du socialiste Gérard Allard, adjoint à l'Urbanisme de Gilles Retière.
De nouveau candidat à la mairie de Rezé en 2008, il mène de nouveau une liste d'union PS-PCF-Verts comprenant des sympathisants et dénommée « Rezé à gauche avec Gilles Retière ». Alors que le premier tour l'oppose à trois listes, une de centre-droit, une du centre et une d'extrême-gauche, il l'emporte avec 60,9 % des voix, soit trente-neuf points d'avance sur celle de l'UMP Philippe Seillier.

### Président de Nantes Métropole
Vice-président de la Communauté urbaine de Nantes, chargé de l’urbanisme et de l’habitat de 2001 à 2008, il devient
premier vice-président de Nantes Métropole pour l’aménagement du territoire, l’urbanisme et l’habitat en 2008. À la suite de la démission de Jean-Marc Ayrault, nommé Premier ministre, il devient président par intérim de Nantes Métropole le 21 juin 2012 avant d'être élu président en titre le 6 juillet suivant.

### Retrait
Il annonce, en septembre 2013, qu'il ne cherchera pas à obtenir un quatrième mandat à la tête de sa commune, tout en se disant « disponible » pour le prochain scrutin. Un mois plus tard, à l'issue d'une primaire interne très disputée, Gérard Allard, adjoint à l'Urbanisme et vice-président à la Jeunesse du conseil général de la Loire-Atlantique, est investi par les militants socialistes pour lui succéder comme tête de liste à Rezé. Celui-ci est désigné maire le 5 avril 2014, après que sa liste a obtenu une majorité relative de 47,31% des voix une semaine auparavant.
Le 16 avril 2014, il cède la présidence de Nantes Métropole à la nouvelle maire de Nantes Johanna Rolland.

## Prises de position
En août 2013, Gilles Retière déclare que l’intégration des Roms installés sur la commune de Rezé passe par le logement : « Il faut des appartements, des maisons. »

### Vie de famille
Il est marié avec Marie-Claire Douillard et père de deux enfants, Fabrice et Samuel.